# Cryptoprocta
A Cryptoprocta az emlősök (Mammalia) osztályába, a ragadozók (Carnivora) rendjébe, a madagaszkári cibetmacskafélék (Eupleridae) családjába és a madagaszkári manguszták (Euplerinae) alcsaládjába tartozó nem egyetlen élő és egy vagy két kihalt fajjal.

## Jellemzőik
A nem fajai Madagaszkár legnagyobb ragadozói, a még élő fossza (C. ferox) testhossza elérheti a 80 centimétert, súlya pedig akár 12 kilogramm is lehet; a kihalt óriásfossza (C. spelea) jóval nagyobb volt nála. A fajokra jellemző a rövid koponya, amelytől megjelenésük macskaszerű; testfelépítésük karcsú és hosszúkás, farkuk nagyon hosszú.

## Rendszerezés
A fossza DNS-vizsgálatai alapján a Cryptoprocta nemet ma a madagaszkári cibetmacskafélék (Eupleridae) családjába sorolják, amely magában foglalja az összes Madagaszkáron élő ragadozót, amelyek egy mongúzszerű ősből fejlődhettek ki; a falanukokkal (Eupleres) és a fanalokával (Fossa fossana, nem összetévesztendő a fosszával) együtt alkotják a madagaszkári manguszták (Euplerinae) alcsaládját.

### Fajok
A nembe az alábbi 1 élő és 1 vagy 2 kihalt faj tartozik:
- fossza (Cryptoprocta ferox)
- †óriásfossza (Cryptoprocta spelea)
- †Cryptoprocta antamba - helyzete bizonytalan

1902-ben egy barlangban egy állat maradványait fedezték fel, amelyet Cryptoprocta ferox spelea-nak neveztek el, a fossza alfajának tekintve. További felfedezések és vizsgálatok után Steven Goodman et al. arra a következtetésre jutott, hogy nagyobb mérete miatt külön fajjá (óriásfossza, Cryptoprocta spelea) kell nyilvánítani. A kihalt C. antamba csak egy alsó állkapocsról ismert, amely alakjában különbözik a nem többi tagjáétól. Faji státusza nem tisztázott, lehet, hogy csak az óriásfossza deformált egyedéről van szó.

## Fordítás
Ez a szócikk részben vagy egészben  a   Cryptoprocta című német Wikipédia-szócikk ezen változatának fordításán alapul.  Az eredeti cikk szerkesztőit annak laptörténete sorolja fel. Ez a jelzés csupán a megfogalmazás eredetét és a szerzői jogokat jelzi, nem szolgál a cikkben szereplő információk forrásmegjelöléseként.